# Balvan Ubagų kalnas
Balvan Ubagų kalnas, litevsky Ubagų kalno akmuo, je bludný balvan u města Plateliai v Žemaitijském národním parku v Žemitijské vysočině na kopci Ubagų kalnas v okrese Plungė v Telšiaiském kraji v Litvě. Je to největší doposud nalezený bludný balvan Plateliai.

## Další informace
Balvan Ubagų kalnas se nachází v nadmořské výšce 163 m. Balvan pochází z Fennoskandinavie, odkud byl na místo dopraven zaniklým ledovcem v době ledové. Od roku 2007 je památkově chráněn. Charakteristiky Balvanu:
| Největší obvod balvanu | 12,9 m          |
| Hlavní rozměry balvanu | 5 × 3,4 × 1,2 m |

Legenda spojuje balvan s ďáblem a pohanskými obřady. Balvan se nachází na naučné stezce Liepijų miško pėsčiųjų trasa.

## Galerie

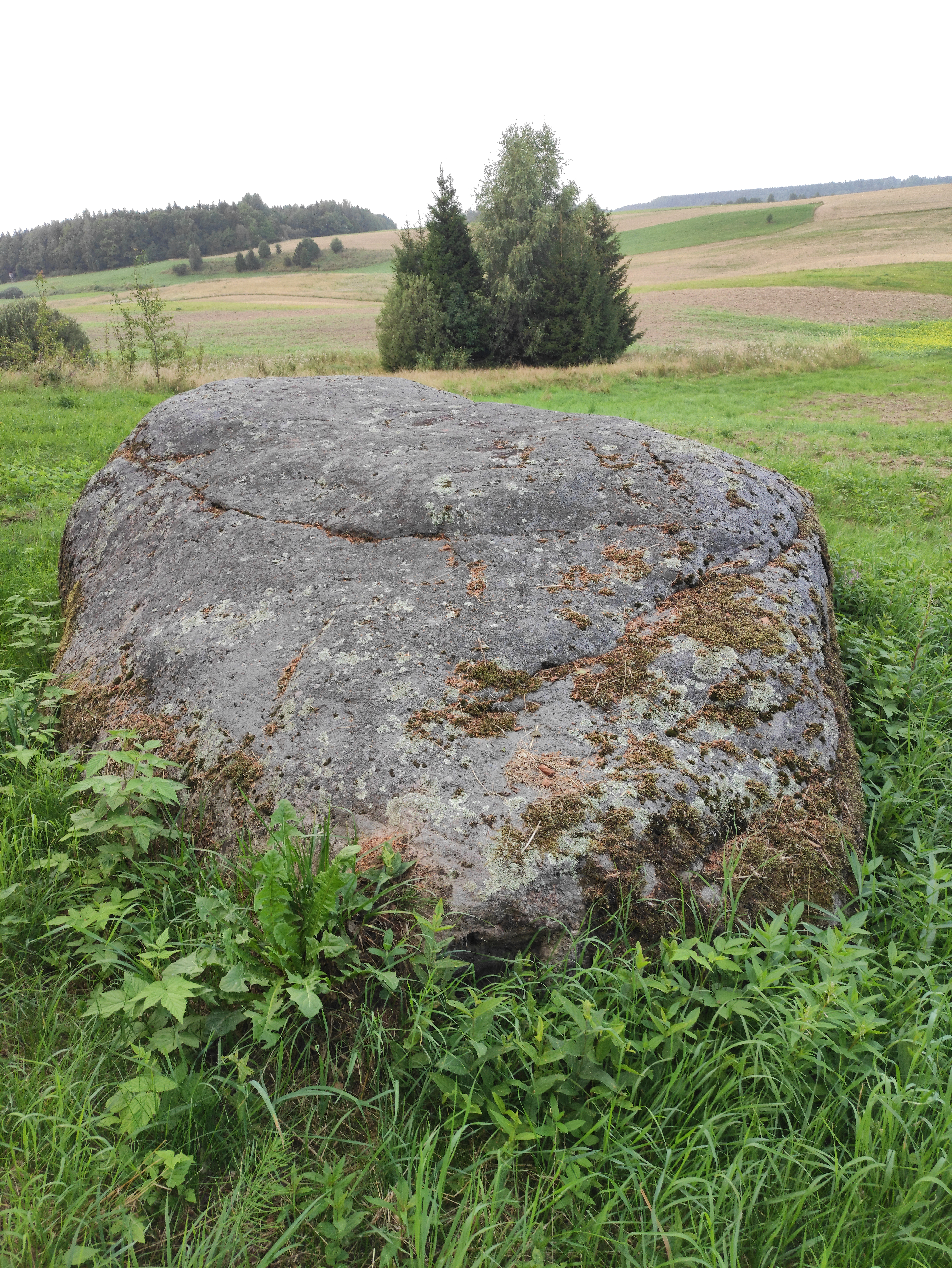
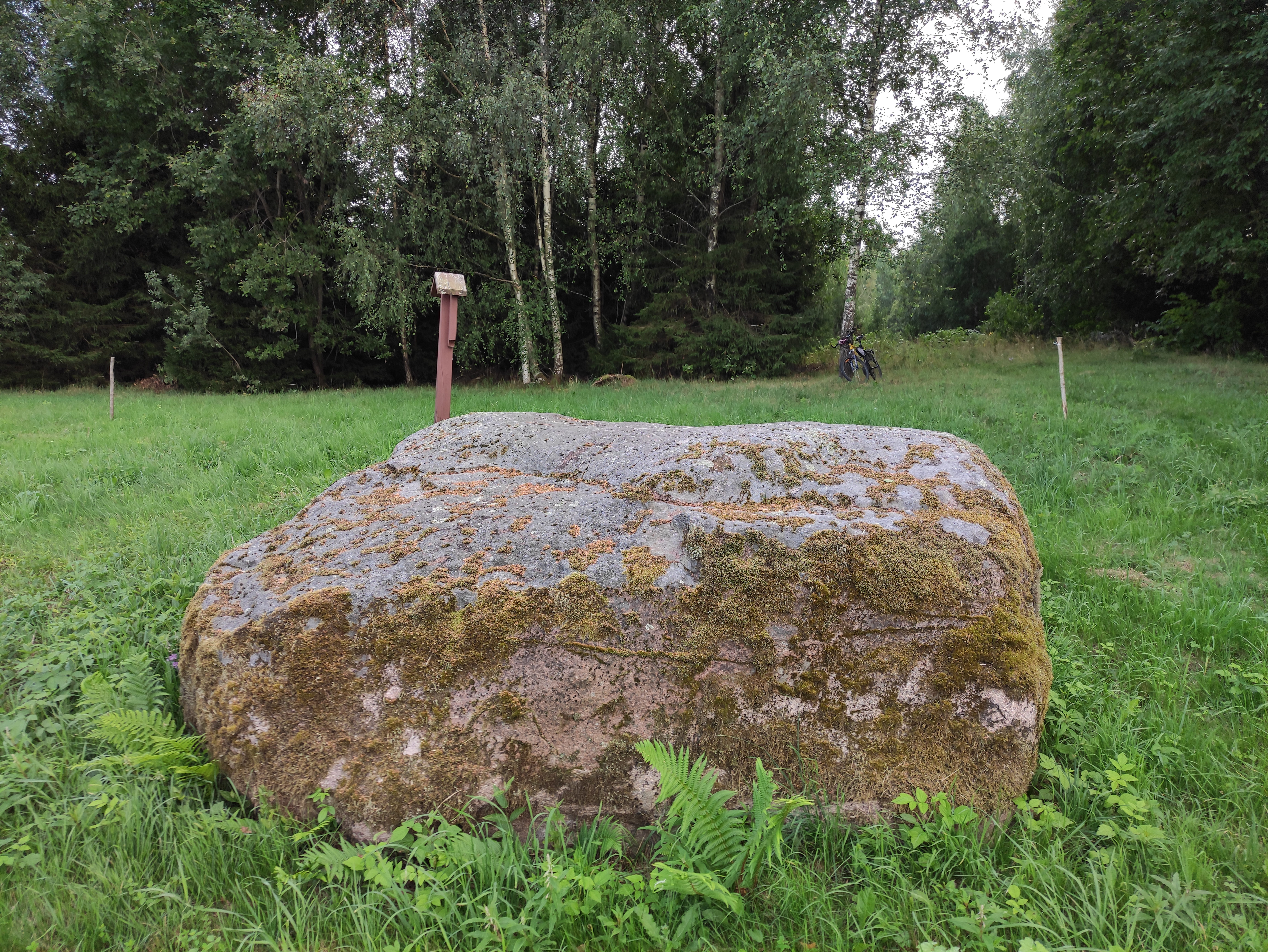